# توفيق سعيد المنجد
توفيق سعيد المنجد (1908-1983) أحد أهم الشخصيات العلمية في سوريا حيث يعتبر من أبرز الشخصيات التي شاركت في تأسيس جامعة حلب وشغل منصب رئيس الجامعة وايضا شارك بتاسيس كلية العلوم في جامعة دمشق وكان أول عميد لها كما شغل عدة مناصب مهمة كمدير التعليم الثانوي ومدير التعليم الابتدائي 

## نشأته
ولد عام 1908 في جدة _ المملكة السعودية وذلك لطبيعة عمل ابيه بالتجارة بين سورية والسعودية حيث انتقل للعيش بشكل دائم في سورية بعد وفاة والدته

## تعليمه
بعد استقراره في دمشق ألتحق بالمدرسة الكاملية الابتدائية ثم انتقل بعد ذلك إلى مدرسة الآباء اللعازريين في منطقة القصاع، ليتابع دراسته الثانوية وحصل فيها على شهادة البكالوريا الفرنسية عام 1926.
ثم تابع دراسته الجامعية في الجامعة اليسوعية ببيروت ليحصل بعد عام واحد على منحة دراسية في فرنسا مما تطلب منه السفر إلى فرنسا مقاطعة لنكدوك روسيون لدراسة العلوم الفيزيائية والكيميائية في جامعة مونبلييه 
حصل على شهادة الماجستير عام 1932
بقي عام اضافي فيها لاجراء الدراسات والبحوث العلمية.

## حياته المهنية
عاد إلى دمشق عام 1933 حيث قام بتدريس العلوم في مدرسة مكتب عنبر في دمشق القديمة. ليبقى فيها مدة قصيرة قبل ان ينتقل إلى دار المعلمين ويبقى قرابة العام. ثم درَّس في ثانويات حلب لمدة عام آخر، عاد بعدها مرة أخرى إلى دمشق سنة 1937 ليصبح مديراً للتعليم الابتدائي قبل ان يترقى في سلك التربية فأصبح مديراً للتعليم الثانوي.

### إسهاماته التعليمية
شارك في تلك الفترة مع عدد من نظرائه في تأليف مجموعة كبيرة من الكتب المدرسية في مجال العلوم وخاصة في الفيزياء والكيمياء. وكانت تلك المجموعة هي أولى الكتب المدرسية
العلمية باللغة العربية في سورية. وبقيت أساساً لتدريس العلوم في المدارس فترة طويلة

## مشاركته في تأسيس كلية العلوم
بدأ التدريس في الجامعة السورية عام 1943 في كلية الطب، ثم كُلِّف عام 1946 بإحداث كلية العلوم في الجامعة، فانتقل إليها وأنشأ الكلية، وكان أول عميد لها 

كما تولى العمادة ورئاسة قسم الفيزياء فيها أكثر من مرة. درَّس فيها وفي كليات أخرى مادة الفيزياء وألَّف في مباحث الضوء والترموديناميك. كما مثّل سورية في العديد من المؤتمرات العلمية الدولية وخاصة في مجال الطاقة الذرية. تبنى جمعية الفيزيائيين السوريين التي تكونت من زملائه وطلابه في كلية العلوم، وكان معظم اجتماعاتها يعقد في منزله.
عُيِّن عام 1958 أول وكيل للجامعة السورية، فاهتم بتفعيل النشاطات الطلابية فيها وعمل على تطورها العلمي

## المشاركة بتأسيس جامعة حلب
كُلِّف عام 1960 بإنشاء جامعة جديدة في مدينة حلب بعد أن تحولت الجامعة السورية إلى جامعة دمشق وعُيّن رئيساً للجامعة الجديدة فكانت اولى كلياتها هي كلية الهندسة،  
بقي رئيسا للجامعة مدة سبع سنوات حتى تقاعده عام 1968
عمل خلال فترة تواجده على إنشاء البنى التحتية المادية والبشرية للجامعة، كما أنشئ العديد من المباني الجامعية وعمل على إيفاد عدد كبير من المعيدين لتأهيلهم في الجامعات الأجنبية ليعودوا بعدها أساتذة في الجامعة باختصاصات شتى. وعمل على إحداث عدة كليات جديدة ككلية الزراعة والاقتصاد والعلوم والآداب والطب وغيرها.
كُرِّمته الدولة بعد تقاعده تقديراً لما قدمه من إنجازات للتعليم العالي بمنحه شهادة الدكتوراه الفخرية من جامعة دمشق عام 1968 كما مُنح في العام ذاته وسام الاستحقاق السوري.

## مساهماته الأخرى
تابع عمله الفكري وتفرغ له بعد تقاعده. فعمل مع بعض زملائه على ترجمة سلسلة من الكتب المعروفة في الفيزياء إلى اللغة العربية. وصدرت هذه السلسلة عن المجلس الأعلى للعلوم في دمشق. 
مثل كتاب "الفيزياء العامة والتجريبية: الأخيلة الضوئية. ج2"
لبيير فلوري  
كما اختير رئيساً ل (لجنة المقررين) في المجلس الأعلى للعلوم عام 1969 وبقي في هذا المنصب حتى عام 1974.
توفى عن عمر ناهز ال75 عاماً ودُفن في مدينة دمشق.